# Joan Margarit i Consarnau
Joan Margarit i Consarnau (Sanaüja, 11 de maio do 1938 – San Justo Desvern, 16 de fevereiro de 2021) foi um poeta, arquitecto e catedrático da Universidade Politècnica de Catalunya.
Recebeu o Prêmio Miguel de Cervantes em 2019. Morreu em 16 de fevereiro de 2021, aos 82 anos de idade, em decorrência de um câncer.

## Obras

### Livros de ensaio
- Novas cartas a um jovem poeta (originalmente em castelhano), Proa, 2009

### Livros de poesia
- L'ombra de l'altre mar. Barcelona: Edicions 62, 1981
- Vell malentès. València: Eliseu Climent/3i4, 1981 (Premi Vicent Andrés Estellés de poesia)
- El passat i la joia. Vic: Eumo, 1982
- Cants d'Hekatònim de Tifundis. Barcelona: La Gaia Ciència, 1982 (Premi Crítica Serra d'Or de poesia 1983)
- Raquel: la fosca melangia de Robinson Crusoe. Barcelona: Edicions 62, 1983
- L'ordre del temps. Barcelona: Edicions 62, 1985
- Mar d'hivern. Barcelona: Proa, 1986
- Cantata de Sant Just. Alacant: Institut d'Estudis Juan Gil-Albert, 1987
- La dona del navegant. Barcelona: Edicions La Magrana, 1987 (Premi Crítica Serra d'Or de poesia 1988)
- Llum de pluja. Barcelona: Península, 1987
- Poema per a un fris. Barcelona: Escola d'Arquitectes de Barcelona, 1987
- Edat roja. Barcelona: Columna Edicions, 1990
- Els motius del llop. Barcelona: Columna, 1993
- Aiguaforts. Barcelona: Columna, 1995
- Remolcadors entre la boira. Argentona: L'Aixernador, 1995
- Estació de França. Madrid: Hiperión, 1999
- Poesia amorosa completa (1980-2000). Barcelona: Proa, 2001
- Joana. Barcelona: Proa, 2002
- Els primers freds. Poesia 1975-1995 Barcelona: Proa, 2004
- Càlcul d'estructures. Col. Óssa Menor, Enciclopèdia Catalana, 2005 (Premi Crítica Serra d'Or de poesia 2006)
- Casa de Misericòrdia. Col. Óssa Menor, Enciclopèdia Catalana, 2007 (Premi Nacional de poesia de les Lletres Espanyoles)
- Barcelona amor final. Barcelona: Proa, 2007.
- Misteriosament feliç. Col. Óssa Menor, Enciclopèdia Catalana, 2008
- No era lluny ni difícil. Barcelona: Proa, 2010
- Es perd el senyal. Barcelona: Proa, 2012
- Poemes d'amor. Barcelona: Proa, 2013
- Des d'on tornar a estimar. Barcelona: Proa, 2015

## Prêmios e reconhecimentos
- 2015 - XV Prêmio Jaume Fuster.[3]